# Gracixalus gracilipes
Gracixalus gracilipes là một loài ếch trong họ Rhacophoridae. Chúng được tìm thấy ở Trung Quốc, Lào, Thái Lan, và Việt Nam.
Các môi trường sống tự nhiên của chúng là các khu rừng ẩm ướt đất thấp nhiệt đới hoặc cận nhiệt đới, các khu rừng vùng núi ẩm nhiệt đới hoặc cận nhiệt đới, sông có nước theo mùa, và đầm nước ngọt có nước theo mùa. Loài này đang bị đe dọa do mất môi trường sống. It inhabits evergreen and bamboo forests. The eggs are deposited on leaves overhanging temporary forest pools; upon hatching, the tadpoles drop into the water where their development continues.